# Michael Peña
Michael Antony Peña (n. 13 ianuarie 1976, Chicago, Illinois, SUA) este un actor și muzician american de origine mexicană. Acesta a jucat în numeroase filme, cum ar fi: Crash, World Trade Center, Țeapă în stil american, Jaf la turnul mare, Marțianul, Furia: Eroi anonimi, Omul furnică și Omul Furnică și Viespea.

## Filmografie

### Film
| An   | Titlu                              | Rol                                            | Note |
| ---- | ---------------------------------- | ---------------------------------------------- | --- |
| 1996 | My Fellow Americans                | Ernesto                                        | |
| 1997 | Star Maps                          | Star Map Boy                                   | |
| 1998 | Boogie Boy                         | Drug Dealer                                    | |
| 1998 | La Cucaracha                       | Orderly                                        | |
| 1999 | Bellyfruit                         | Oscar                                          | |
| 2000 | Gone in 60 Seconds                 | Ignacio                                        | Ca Michael A. Peña |
| 2001 | Buffalo Soldiers                   | Garcia                                         | |
| 2003 | The United States of Leland        | Guillermo                                      | |
| 2003 | Love Object                        | Ramirez                                        | |
| 2004 | The Calcium Kid                    | Jose Mendez                                    | |
| 2004 | Crash                              | Daniel                                         | ALMA Award for Outstanding Actor in a Motion Picture Nominalizare – Gotham Independent Film Award for Best Ensemble Cast |
| 2004 | Million Dollar Baby                | Omar                                           | |
| 2005 | Little Athens                      | Carlos                                         | |
| 2005 | Sueño                              | Jimmy                                          | |
| 2006 | Fifty Pills                        | Eduardo                                        | |
| 2006 | Babel                              | John - Border Patrol                           | |
| 2006 | World Trade Center                 | Will Jimeno                                    | Nominalizare – ALMA Award for Outstanding Actor - Motion Picture |
| 2007 | Shooter                            | Nick Memphis                                   | |
| 2007 | Lions for Lambs                    | Ernest                                         | |
| 2008 | The Lucky Ones                     | T.K. Poole                                     | |
| 2009 | Observe and Report                 | Dennis                                         | |
| 2009 | My Son, My Son, What Have Ye Done? | Detective Vargas                               | |
| 2010 | Everything Must Go                 | Frank Garcia                                   | |
| 2011 | Battle: Los Angeles                | Joe Rincon                                     | Nominalizare – ALMA Award for Favorite Movie Actor |
| 2011 | The Lincoln Lawyer                 | Jesus Martinez                                 | |
| 2011 | The Good Doctor                    | Jimmy                                          | |
| 2011 | 30 Minutes or Less                 | Chango                                         | |
| 2011 | Tower Heist                        | Enrique Dev'reaux                              | |
| 2012 | End of Watch                       | Officer Zavala                                 | Nominalizare – Independent Spirit Award for Best Supporting Male Nominalizare – MTV Movie Award for Best Latino Actor |
| 2013 | Gangster Squad                     | Navidad Ramirez                                | |
| 2013 | Turbo                              | Tito Lopez (voce)                              | |
| 2013 | American Hustle                    | Paco Hernandez/Sheik Abdullah                  | New York Film Critics Online Award for Best Ensemble Critics' Choice Movie Award for Best Acting Ensemble Screen Actors Guild Award for Outstanding Performance by a Cast in a Motion Picture Central Ohio Film Critics Association Award for Best Ensemble |
| 2014 | Cesar Chavez                       | César Chávez                                   | ALMA Award for Special Achievement in Film Imagen Award for Best Actor in Feature Film |
| 2014 | Frontera                           | Miguel                                         | |
| 2014 | Fury                               | Trini 'Gordo' Garcia                           | |
| 2015 | Omul furnică                       | Luis                                           | |
| 2015 | The Vatican Tapes                  | Father Oscar Lozano                            | |
| 2015 | Vacation                           | New Mexico Cop                                 | |
| 2015 | The Martian                        | Major Rick Martinez                            | |
| 2015 | Hell and Back                      | Abigor (voce)                                  | |
| 2016 | War on Everyone                    | Bob Bolano                                     | |
| 2016 | Collateral Beauty                  | Simon Stone                                    | |
| 2017 | CHiPs                              | Frank "Ponch" Poncherello / FBI Agent Castillo | și producător executiv |
| 2017 | The Lego Ninjago Movie             | Kai (voce)                                     | |
| 2017 | My Little Pony: The Movie          | Grubber (voce)                                 | |
| 2017 | Zane's Stand Up Promo              | Kai (voce)                                     | film scurt |
| 2018 | 12 Strong                          | Sgt. First Class Sam Diller                    | |
| 2018 | A Wrinkle in Time                  | Red                                            | |
| 2018 | Omul furnică și Viespea            | Luis                                           | |
| 2018 | Extinction                         | Peter                                          | |
| 2018 | Next Gen                           | Momo (voce)                                    | |
| 2018 | The Mule                           | Trevino                                        | |
| 2019 | Dora and the Lost City of Gold     | Cole Marquez                                   | |
| 2019 | Jexi                               | Kai                                            | |
| 2020 | Fantasy Island                     | Mr. Roarke                                     | |
| 2021 | Tom & Jerry                        | Terrance                                       | Post-producție |
| TBA  | Moonfall                           | Tom Lopez                                      | Filmări |